# Dora Bouchoucha
Dora Bouchoucha (àrab: درة بوشوشة, Dura Būxūxa; Manouba, 11 d'octubre de 1957) és una productora de cinema tunisiana i un dels nou membres de la Comissió de Llibertats Individuals i Igualtat.

## Biografia
Dora Bouchoucha es va graduar el 1987 a la Universitat de la Sorbona amb una llicenciatura en literatura anglesa. El 1995, juntament amb Ibrahim Letaïef, va cofundar la seva productora privada anomenada Nomadis Images. També va fundar una associació anomenada Sud Écriture que ofereix formació per a autors africans i àrabs. A més, Bouchoucha va dirigir el Festival de Cinema de Cartago tres vegades: 2008, 2010 i 2014.
Dora Bouchoucha ha estat present en diversos festivals internacionals de cinema com a jutge, per exemple al Festival Internacional de Cinema de Berlín el 2017, i com a part de debats i taules rodones. El mateix any, va ser escollida com a membre permanent del comitè de CineMart dins del Festival Internacional de Cinema de Rotterdam. El 2018, va formar part de la Comissió de Llibertats Individuals i Igualtat la missió del qual era treballar en un projecte de reforma que s'alineés amb la constitució tunisiana de 2014 i els estàndards internacionals de drets humans. Bouchoucha també és membre de l'Acadèmia de les Arts i les Ciències Cinematogràfiques que organitza els Premis Oscar com a membre juntament amb altres onze cineastes àrabs. També es va unir com a membre del jurat del Premi Luigi De Laurentiis de Venècia a la pel·lícula debut del 77a Mostra Internacional de Cinema de Venècia.

## Premis
- Gran oficial de l'Orde nacional del Mèrit (Tunísia, 2010).[14]
- Comandant de l'Orde de les Arts i les Lletres (França, 2015).[15]
- Oficial de l'Orde de la República (Tunísia, 2016).[16][14]
- Premi a la millor opera prima a la Berlinale (Alemanya, 2016).[17]
- Escollit per la revista New African com un dels 100 africans més influents (2017).[18]
- Tribut al Festival de Cinema El Gouna a la seva filmografia.[19]

## Filmografia
| Títol                    | Director             | Categoria     | Any de producció |
| ------------------------ | -------------------- | ------------- | ---------------- |
| Sabriya                  | Abderrahmane Sissako | Curtmetratge  | 1997             |
| Demain, je brûle         | Mohamed Ben Smaïl    | Llargmetratge | 2000             |
| La Saison des hommes     | Moufida Tlatli       | Llargmetratge | 2000             |
| One Evening in July      | Raja Amari           | Curtmetratge  | 2001             |
| Avec tout mon amour      | Amalia Escriva       | Llargmetratge | 2001             |
| Satin rouge              | Raja Amari           | Llargmetratge | 2002             |
| Le Soleil assassiné      | Abdelkrim Bahloul    | Llargmetratge | 2003             |
| Seekers of Oblivion      | Raja Amari           | Documental    | 2004             |
| Slaget om Tobruk         | Václav Marhoul       | Llargmetratge | 2008             |
| Les Secrets              | Raja Amari           | Llargmetratge | 2009             |
| C'était mieux demain     | Hinde Boujemaa       | Llargmetratge | 2012             |
| Ouled Ammar              | Nasreddine Ben Maati | Documental    | 2013             |
| Hedi, un vent de liberté | Mohamed Ben Attia    | Llargmetratge | 2016             |
| Corps étranger           | Raja Amari           | Llargmetratge | 2018             |
| Weldi                    | Mohamed Ben Attia    | Llargmetratge | 2018             |

## Vida personal
Dora Bouchoucha està casada amb Kamel Fourati. Junts tenen dues filles; una d'elles és Kenza Fourati, que és una model establerta a Brooklyn i Malak.